# Martin Balluch
Martin Balluch (12 d'octubre de 1964) és un físic, filòsof, i prominent activista dels drets dels animals. Va ser el cofundador de la Societat Vegana Austríaca el 1999, i va ser president de l'Associació Austríaca contra les Factories d'Animals (Verein Gegen Tierfabriken) des de 2002. El filosof Peter Singer va anomenar a Balluch "un dels principals portaveus a tot el món del moviment dels drets dels animals per perseguir la via no violenta i democràtica a la reforma." Va ser convidat a participar com a candidat del Partit Verd el setembre de 2008.
Balluch és notable pel seu paper en persuadir al Parlament austríac el 2004 per afegir una clàusula a la constitució del país sobre els animals no humans, que ara diu "L'Estat protegeix la vida i el benestar dels animals en la seva responsabilitat per a ells com els companys de la humanitat." També va ajudar a establir "els advocats d'animals" a cada província, que estan facultats per iniciar procediments judicials en nom dels animals i va ser destacat a la campanya per a prohibir les granges de bateries de pollastres, com a resultat de la qual les granges en bateria esdevingueren il·legals a Àustria després de l'1 de gener de 2009.
El 21 de maig de 2008, Balluch va ser un dels deu líders dels grups animalistes austríacs que va ser empresonat sense càrrecs sota una llei encaminada al crim organitzat. La cort va recomanar que els activistes fossin retinguts fins al setembre. Balluch va respondre iniciant una vaga de fam, que va resultar en què li alimentessin artificialment. Va ser alliberat el 3 de setembre de 2008.

## Primers anys i carrera
Balluch va néixer a Viena el 12 d'octubre de 1964. Va obtenir diplomes en matemàtiques i astronomia per la Universitat de Viena el 1986 i el 1987, i el seu PhD en física per la Universitat de Heidelberg el 1989. Va aconseguir el doctorat per la Universitat Ruprecht Karl de Heidelberg el 1989 (magna cum laude). Des de 1990 fins a 1997 va prendre part en el Grup de Dinàmiques Atmosfèriques del Departament de Matemàtiques Aplicades i Física Teorética de la Universitat de Cambridge. Aconseguí el seu segon doctorat, en filosofia, l'any 2005 sobre assumptes d'ètica animal. Va treballar durant 12 anys com a professor i investigador en les universitats de Viena, Heidelberg i Cambridge, abans d'abandonar el món acadèmic el 1997 per convertir-se en un defensor a temps complet dels drets dels animals.

## Defensa dels drets dels animals
Balluch es va tornar actiu dins del moviment dels drets dels animals el 1985, movent-se a la defensa a temps complet el 1997 quan estava en Cambridge.
Va ser un dels dos manifestants que van pujar a la Great St Mary's Church a Cambridge el novembre de 1998 en suport de l'activista dels drets dels animals Barry Horne, que va passar 68 dies en vaga de fam en un esforç infructuós perquè el govern iniciés una Comissió Reial sobre els assaigs amb animals.
En un article en In Defense of Animals: The Second Wave, de Peter Singer, aquest afirma que a Àustria s'ha aconseguit una legislació que protegeix els animals que és entre les més avançades del món. Atribueix l'efectivitat de l'activisme a un esforç unit entre els grups animalistes, que en qualsevol altra part estan sovint dividits per la ideologia i els arguments sobre tàctiques. La primera conferència sobre drets dels animals austríaca va ser celebrada a Viena el 2002, unida a una conferència de premsa, que, escriu, va marcar l'inici d'una campanya per canviar la llei.
El 2006, hi va haver una prohibició de les granges de pollastres en bateria, una prohibició sobre el comerç de gossos i gats en botigues de mascotes, la prohibició de l'exhibició pública dels gossos i gats per a la seva venda. És contrari a la llei matar un animal sense una bona causa, els refugis que sacrifiquen animals són il·legals. Cada província ha de nomenar un "advocat d'animals", finançat per l'estat. Els advocats poden prendre mesures en nom de qualsevol animal, i se'ls ha de mantenir informats sobre els assaigs que involucrin animals. Quan la policia o els fiscals siguin conscients d'infraccions de la legislació d'animals, ara estan obligats per llei a actuar. Cada dos anys, el Govern ha de redactar un informe sobre els avenços realitzats en la protecció dels animals. Un "comitè de protecció dels animals" s'ha creat, amb un membre elegit pels grups de defensa dels animals. L'ús d'animals salvatges als circs està prohibit. I la següent declaració s'ha afegit a la Constitució: "L'Estat protegeix la vida i el benestar dels animals a causa de l'especial responsabilitat de la humanitat respecte als animals com els seus semblants."

## Detenció

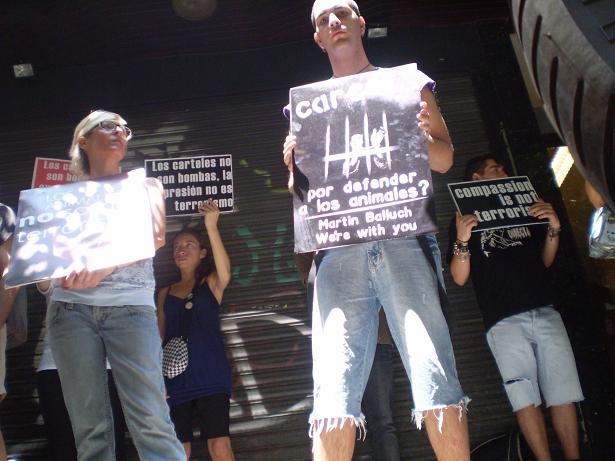
Activistes protestant per l'encarcerament dels defensors dels drets del animals austríacs

El 21 de maig de 2008, deu activistes de diferents associacions a tot Àustria van ser detinguts per la policia. Hi va haver confiscacions oficials i amplis escorcolls. El processament penal els va acusar d'haver constituït des de l'any 2000 una organització criminal, una cèl·lula del Front d'Alliberament Animal. Aquesta organització és acusada d'haver provocat dos incendis, violat propietat de consorcis d'aliments, de vestits, agricultius o de farmàcia. El processament no va adjudicar cap actuació castigable a cap persona concreta. De tota manera això no és necessitat per la llei austríaca. Això va ser criticat intensament per organitzacions civils austríaques, tant a nivell nacional com internacional, que afirmaven que la secció del codi penal que havien aplicat, la § 278a, constituïa una violació de drets civils bàsics per part de l'estat.
També va ser criticada tota l'operació contra els activistes per personalitats com la Premi Nobel de Literatura Elfriede Jelinek, que va afirmar que "trobava aquestes brutals accions contra gent fora de sospita escandaloses", i per l'organització Amnistia Internacional.
El 2 de setembre de 2008 va ser deixat lliure junt amb la resta dels captius a través d'una ordre per l'Oberlandesgericht Wien. Un dia abans el partit verd va anunciar la candidatura simbòlica de Balluch en la seva llista en la posició 16, on no té oportunitats realistes d'accedir al Nationalrat (Consell Nacional d'Àustria, equivalent al Parlament).

## Publicacions
- Stabilität protostellarer Akkretionsstroemungen.[19] Tesi doctoral de física, Universitat de Heidelberg, 1989.
- Die Kontinuität von Bewusstsein. Das wissenschaftliche Argument für Tierrechte.[20] Tesi doctoral de filosofia. Guthmann-Peterson, Viena 2005. ISBN 3-900782-48-2.